# Vela nos Jogos Pan-Americanos de 2011 - Laser Radial
A competição da classe Laser Radial feminino foi um dos eventos da vela nos Jogos Pan-Americanos de 2011, em Guadalajara. Foi disputada no Vallarta Yacht Club, em Puerto Vallarta, entre os dias no dia 17 e 23 de outubro.

## Calendário
Horário local (UTC-6).
| Data          | Horário | Fase              |
| ------------- | ------- | ----------------- |
| 17 de outubro | 14:13   | Regata 1          |
| 17 de outubro | 15:43   | Regata 2          |
| 18 de outubro | 13:43   | Regata 3          |
| 18 de outubro | 15:59   | Regata 4          |
| 19 de outubro | 14:11   | Regata 5          |
| 19 de outubro | 15:36   | Regata 6          |
| 21 de outubro | 14:26   | Regata 7          |
| 21 de outubro | 15:50   | Regata 8          |
| 22 de outubro | 14:09   | Regata 9          |
| 22 de outubro | 15:33   | Regata 10         |
| 23 de outubro | 14:27   | Regata da medalha |

## Medalhistas
| Ouro   | ARG Cecilia Carranza Saroli |
| Prata  | MEX Tania Elias Calles      |
| Bronze | USA Paige Railey            |

## Resultados
Na regata da medalha (M), somente as cinco melhores colocadas até a 10ª regata participam. Nessa regata, a pontuação perdida é multiplicada por 2. A vencedora é aquela que obtiver um menor número de pontos perdidos. A pior pontuação é desconsiderada na classificação final.
| Pos.              | Velejadora                  | Regata | Regata | Regata   | Regata | Regata   | Regata | Regata | Regata | Regata | Regata | Regata | Total de pontos | Pontuação final |
| Pos.              | Velejadora                  | 1      | 2      | 3        | 4      | 5        | 6      | 7      | 8      | 9      | 10     | M      | Total de pontos | Pontuação final |
| ----------------- | --------------------------- | ------ | ------ | -------- | ------ | -------- | ------ | ------ | ------ | ------ | ------ | ------ | --------------- | --------------- |
| Medalha de ouro   | ARG Cecilia Carranza Saroli | 2      | 3      | 1        | 1      | 1        | (5)    | 3      | 2      | 1      | 3      | 8      | 30              | 25              |
| Medalha de prata  | MEX Tania Elias Calles      | 1      | 2      | 2        | 2      | (8)      | 7      | 2      | 3      | 2      | 4      | 6      | 39              | 31              |
| Medalha de bronze | USA Paige Railey            | 5      | 1      | (11)     | 3      | 9        | 1      | 1      | 1      | 3      | 1      | 10     | 46              | 35              |
| 4                 | CAN Isabella Bertold        | 3      | 5      | 3        | 4      | 3        | 6      | (11)   | 4      | 5      | 2      | 4      | 50              | 39              |
| 5                 | AHO Philipine van Aanholt   | 11     | 8      | (14) DSQ | 6      | 4        | 2      | 10     | 7      | 8      | 5      | 2      | 77              | 63              |
| 6                 | VEN Daniela Rivera          | 6      | 9      | 4        | 5      | (12)     | 8      | 9      | 5      | 9      | 6      |        | 73              | 61              |
| 7                 | PER Paloma Schmidt          | 9      | (13)   | 10       | 8      | 6        | 4      | 4      | 12     | 4      | 9      |        | 79              | 66              |
| 8                 | ISV Mayumi Roller           | 8      | (10)   | 7        | 9      | 10       | 3      | 6      | 10     | 7      | 7      |        | 77              | 67              |
| 9                 | URU Andrea Foglia           | 10     | 7      | 5        | 7      | 7        | (11)   | 8      | 6      | 10     | 8      |        | 79              | 68              |
| 10                | GUA Andrea Aldana           | (12)   | 6      | 9        | 12     | 5        | 12     | 5      | 8      | 11     | 11     |        | 91              | 79              |
| 11                | BRA Adriana Kostiw          | 4      | 4      | 12       | 10     | 11       | 9      | (13)   | 9      | 12     | 12     |        | 96              | 83              |
| 12                | CHI Francisca Gumucio       | 7      | 11     | 6        | 13     | (14) DSQ | 10     | 7      | 11     | 14 OCS | 10     |        | 103             | 89              |
| 13                | ECU Ariana Villena          | (13)   | 12     | 8        | 11     | 2        | 13     | 12     | 13     | 6      | 13     |        | 103             | 90              |

### Vela
| M   | Regata da Medalha da qual só participam os dez primeiros colocados das regatas anteriores  |  |  | CAN | Regata cancelada |
| BFD | Desclassificado por bandeira preta (Black Flag Disqualified)                               |  |  |     |                  |
| UFD | Desclassificado por bandeira "U" (U Flag Disqualified)                                     |  |  |     |                  |
| OCS | Largada queimada (On the Course Side of the starting line)                                 |  |  |     |                  |
| DNE | Desclassificação sem eliminação (infração a um item do regulamento da prova – Did Not End) |  |  |     |                  |